# František Josef Mladota ze Solopisk
František Josef Mladota ze Solopisk (německy Franz Joseph Mladota von Solopisk, † 1743, Praha) byl český šlechtic z rodu Mladotů ze Solopisk.

## Život
Narodil se jako syn Jana Viléma staršího Mladoty ze Solopisk († kolem roku 1710) a měl bratra téhož jména.
Od mládí působil ve státních úřadech, byl písařem u zemských desk a v letech 1719–1729 vykonával úřad hejtmana Berounského kraje za rytířský stav. Účastnil se bojů při obléhání Prahy Bavory a jejich spojenci, byl tak těžce zraněn mušketou v jedné z tranší, že na následky svého zranění zemřel.
Stejně jako jeho mladší bratr Jan Vilém položil život v boji za svou královnu Marii Terezii.
V roce 1713 se oženil s Helenou Mechtildou z Golče, měli spolu čtyři syny. Druhorozený syn Václav padl za sedmileté války v bitvě u Kolína, další synové Josef Petr, Jan Nepomuk a Jan František získali dědičný titul nejvyššího dveřníka a v roce 1761 byli povýšeni do stavu svobodných pánů.